# Turcii din Germania
În prezent în Germania trăiesc aproximativ trei milioane de turci, care reprezintă aproximativ 75% din numărul total de imigranți din Germania, fiind cel mai numeros grup etnic al imigranților din această țară. Turcii sunt parte integrantă a economiei, societății, culturii și mediului politic din Germania.

## Istoric
Primii musulmani sosiți în Germania au fost diplomații turci acreditați în Prusia în secolul al XVIII-lea. Până după jumătatea secolului al XX-lea în Germania nu au trăit comunități musulmane numeroase. Începând cu anii 1960 un număr din ce în ce mai mare de emigranți musulmani sosește în Germania de Vest pentru a obține un loc de muncă mai bine plătit. Datorită sistemului totalitar din Republica Democrată Germană în est nu au existat imigranți până la începutul anilor 1990, comunitățile musulmane făcându-și apariția după reunificarea Germaniei.

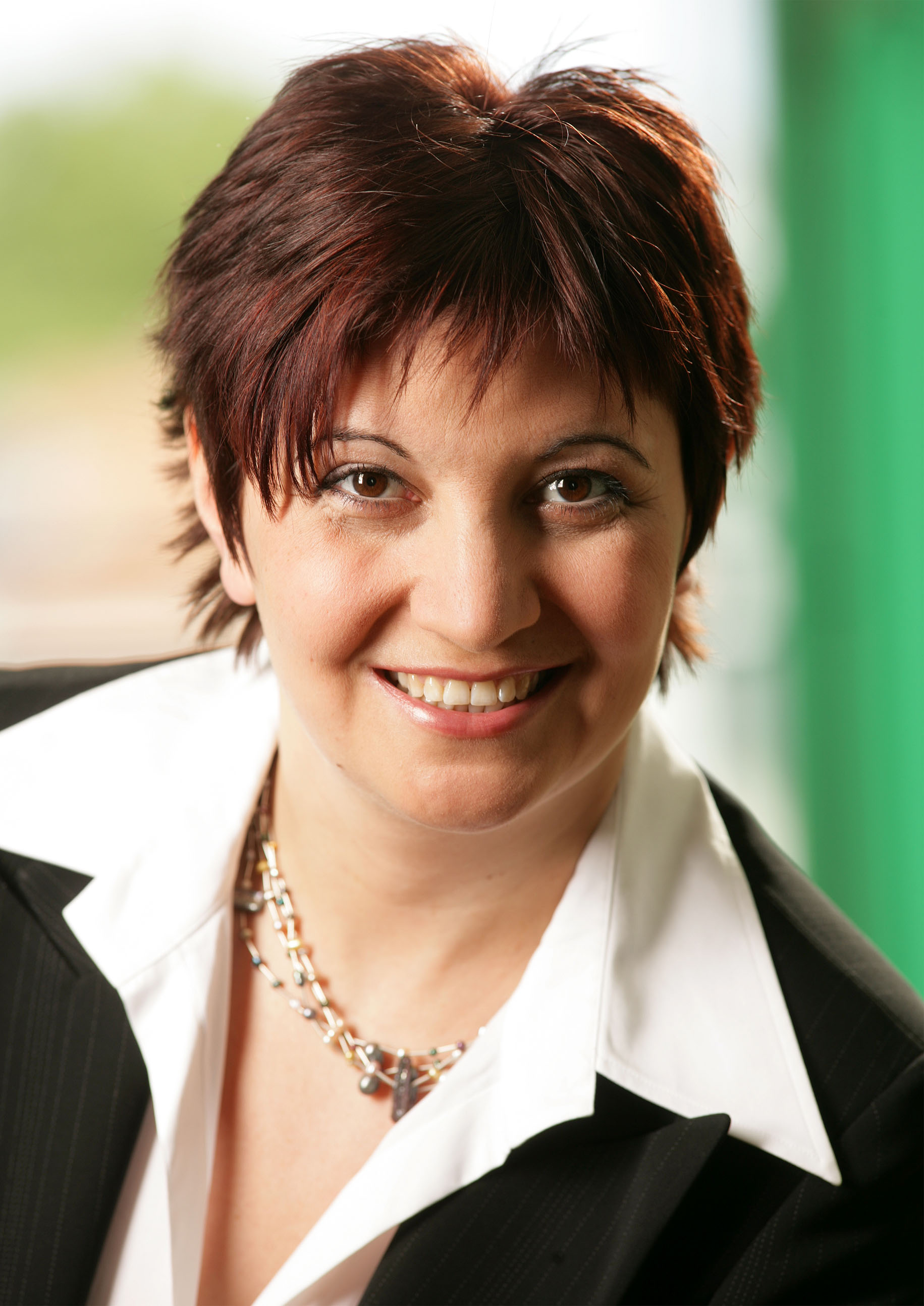
Ekin Deligöz

În contextul unei dezvoltări economice accelerate după încheierea celui de-al doilea Război Mondial în statele din vestul Europei, acestea și-au îndreptat atenția, din cauza deficitului de forță de muncă, către muncitorii din orient. Germania a fost una dintre primele țări care au mizat pe muncitorii turci. Guvernul Germaniei Federale și cel turc au semnat în anul 1961 un acord privind forța de muncă ce avea să producă, după doar câțiva ani, schimbări dramatice ale tabloului demografic al Germaniei.
Procesul de imigrație al muncitorilor turci în Germania a fost inițial lent. În primul an de la semnarea acordului dintre cele două state doar 7000 de muncitori turci, în majoritate bărbați, sosiseră în Germania. În scurt timp însă, imigrația a fost accelerată, acest fapt datorându-se în parte și semnării Acordului de asociere dintre Turcia și Comunitatea Europeană în 1963. Primii turci sosiți în Germania lucrau în locurile pe care nimeni nu și le dorea și care erau plătite necorespunzător.
Domeniile în care bărbații turci lucrau inițial în Germania erau mineritul și industria, companii precum Daimler-Benz sau Siemens oferindu-le acestora locuri de muncă. Puținele femei de etnie turcă sosite în anii 1960 în Germania lucrau în fabrici sau ofereau servicii de menaj. Imigranții erau avantajoși pentru economia Germaniei deoarece ei ofereau forță de muncă ieftină și flexibilă pentru nevoile existente. Întrucât ei au fost aduși pentru a acoperii deficitul de forță de muncă se credea că aceștia vor pleca atunci când piața s-ar fi reglat, puțini fiind cei care și-ar fi imaginat viitorul acestora în Germania.
În 1970 pe teritoriul german existau aproximativ un milion de imigranți-muncitori cu nivel scăzut de calificare.
În 1973 Germania a hotărât stoparea imigrației, afectată fiind de criza petrolului. La acel moment însă, peste nouă sute de mii de turci lucrau în Germania, iar proporția dintre bărbați și femei în această comunitate tindea să se echilibreze datorită faptului că soțiile și copiii turcilor care lucrau în Germania se alăturau familiilor lor. Aceștia trebuiau să aleagă dacă doreau să rămână în Germania sau să plece în țările de origine riscând să nu se mai întoarcă vreodată. Cei mai mulți dintre ei au decis să rămână. Acesta fusese un prim semn al intențiilor pe care muncitorii turci le aveau, acelea de a se stabili permanent în Germania. Pas cu pas, muncitorii turci aduși temporar ca forță de muncă ieftină puneau bazele unei comunități permanente. La sfârșitul anilor 1990 Germania avea cca 800.000 de copii de origine turcă (cetățeni și non-cetățeni) de vârstă școlară.
Deși reunificarea familiilor primilor imigranți turci a fost finalizată în anii 1980, tinerii turci din cea de-a doua generație își caută și astăzi parteneri de viață din țara de origine pe care îi aduc în Germania, reușind în acest fel să depășească barierele impuse de noile restricții privind imigrația. Aducerea familiilor de către lucrătorii turci în Germania a constituit un pas important în stabilirea lor în această țară. Acești muncitori și familiile lor constituie încă cel mai important segment al comunității turce din Germania. Alte grupuri de turci care trăiesc în Germania sunt azilanții politici sosiți aici după lovitura militară de stat din 1980 din Turcia. 

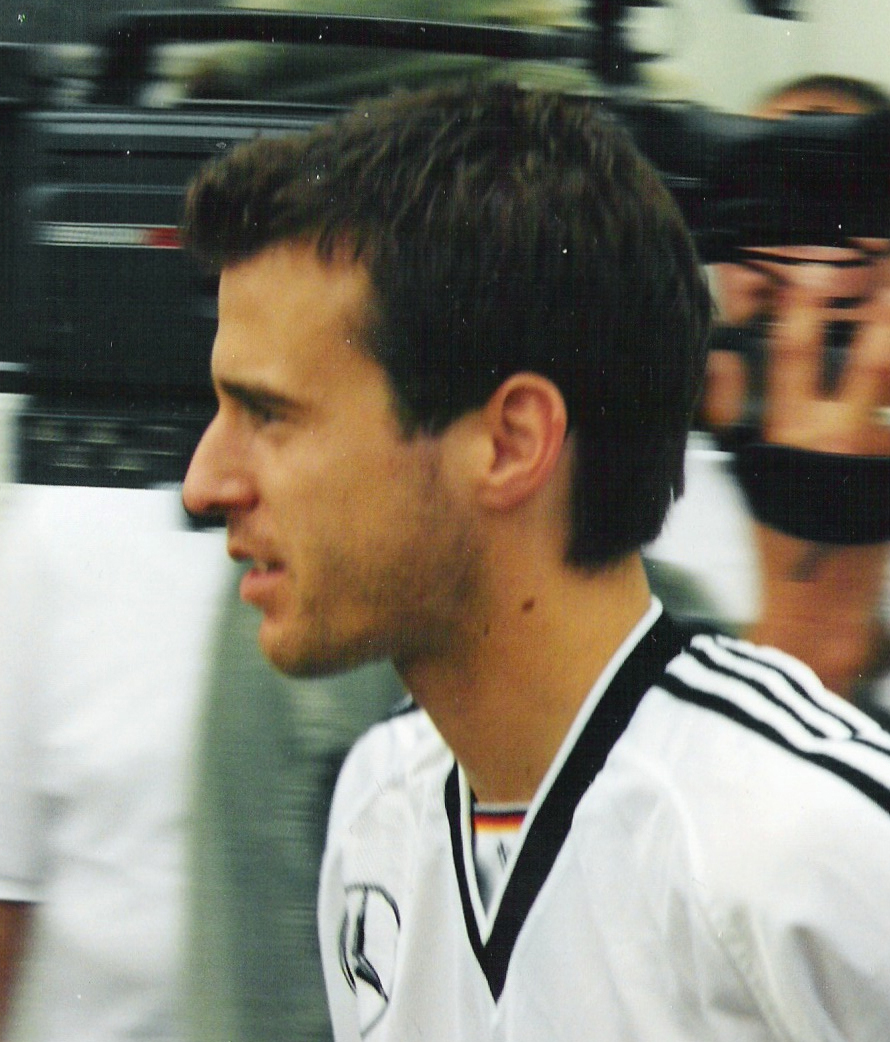
Mehmet Scholl

Dintre motivele care au condus la stabilirea imigranților turci în Germania putem enumera dorința acestora de a le oferi o educație mai bună copiilor, lipsa unei situații economice propice în Turcia, lipsa unor economii personale, experiența celor care s-au întors în Turcia și schimbările sociale și culturale petrecute în țara natală de la plecarea lor. Alte motive care au condus la decizia turcilor de a rămâne permanent în Germania sunt dezvoltarea tehnologică și reducerea distanțelor dintre Germania și Turcia pe cale informatică și obținerea cetățeniei germane de către un număr semnificativ de turci, dându-le și celorlalți speranța că pot forma o comunitate importantă în Germania. De asemenea mulți dintre imigranți consideră că au fost uitați în țara natală și nu își doresc să se întoarcă.
Cea de-a doua generație de turci din Germania a decis fără a sta prea mult pe gânduri stabilirea în țara în care a crescut și a studiat. Mulți dintre membrii acestei generații vorbesc limba germană mai bine decât turca, fiind educați în Germania. Primii turci ajunși în Germania, ajunși astăzi la vârsta pensionării, doresc de asemenea să rămână pentru a profita de pensiile mai mari din Germania și pentru existența unui sistem social și medical mult dezvoltat.
Luând în calcul creșterea numărului de pensionari turci, autoritățile germane au hotărât adaptarea centrelor de ajutor ale bătrânilor la nevoile unor credincioși musulmani astfel încât acestea să corespundă stilului de viață și practicării religiei islamice. Înființarea cimitirelor musulmane în Germania este o altă problemă luată în calcul de autoritățile germane, la fel și aprobarea desfășurării ceremoniilor funerare islamice. În Berlin nu există nici o clădire rezidențială în care să locuiască exclusiv persoane de origine turcă. Tehnicile de planificare urbană speciale din anii ’60, ’70 și chiar ’80 au făcut imposibilă apariția ghetourilor.

## Situația din prezent
Dacă inițial imigranții turci erau denumiți „muncitori oaspeți” realitatea contemporană îi denumește astăzi „locuitori de origine străină” sau „germani de origine turcă”, denumirea din urmă fiind folosită în special pentru aceia care au dobândit cetățenia germană. Odată hotărâți să se stabilească permanent în Germania, prioritatea turcilor din această țară a fost aceea de a se integra în societatea germană, adeaptându-și stilul de viață la cel occidental. Cu toate acestea procesul de integrare a fost unul anevoios, aceștia fiind considerați încă de germani „muncitori sezonieri”.
În prezent în Germania trăiesc aproximativ trei milioane de turci, aceștia reprezentând 4-5% din populația totală a Germaniei. Din cauza legislației stricte cu privire la acordarea cetățeniei, doar jumătate de milion obținând cetățnia germană. Statul german a creat obstacole în calea naturalizării în mod tradițional. Din 1961 până în 1999 obținerea cetățeniei germane de către etnicii turci era aproape imposibilă.

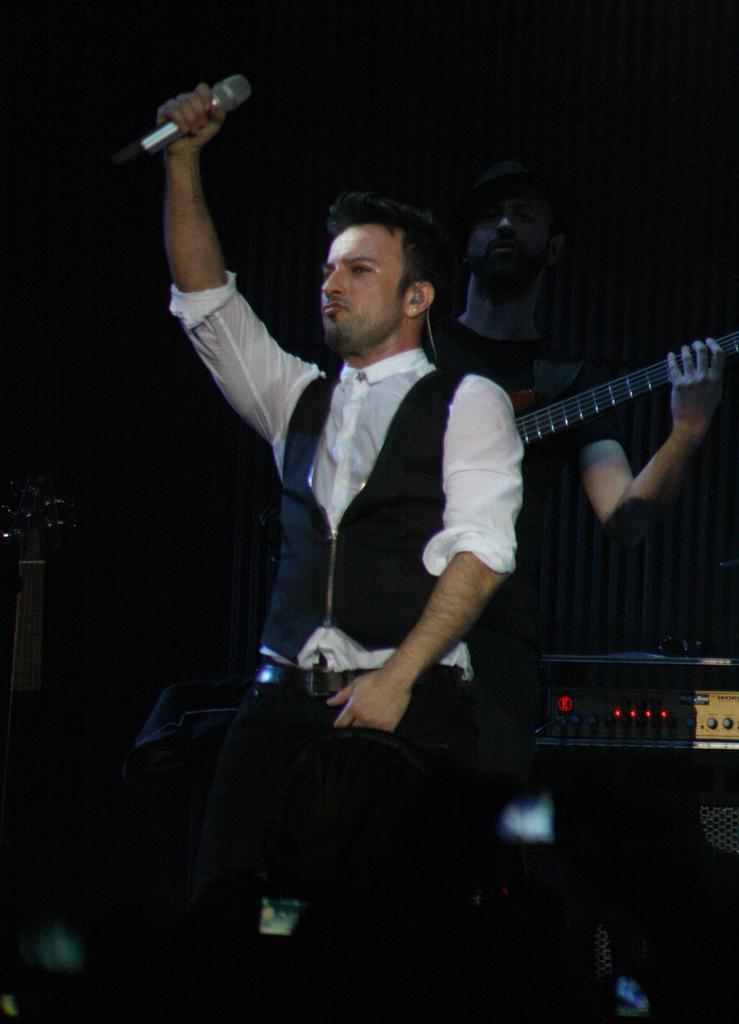
Tarkan

Turcii reprezintă aproximativ 75 % din imigranții din Germania. Aceștia sunt parte integrantă a economiei, societății, culturii și mediului politic din Germania. Mulți turci, urmași ai muncitorilor sosiți în anii 1960, au ajuns oameni de afaceri care oferă locuri de muncă chiar nativilor germani. O astfel de evoluție a fost posibilă ca urmare a diminuării problemelor educaționale întâmpinate de cea de-a doua și a treia generație de turci. În anii 1990 germanii au înțeles că imigranții turci și urmașii acestora nu se vor mai întoarce în Turcia și a început integrarea acestora în societatea germană. Datorită educației de care au beneficiat în Germania, turcii din cea de-a doua generație au reușit să creeze mai ușor legături cu germanii nativi, bariera lingvistică de care s-au lovit predecesorii săi nemaifiind o problemă.
Noua generație de turci din Germania a reușit de asemenea să obțină locuri de muncă mai prestigioase și mai bine plătite decât cele avute de predecesorii săi. Aproximativ 30.000 de turci studiază în prezent la univeristățile germane în domenii precum dreptul, economia sau ingineria. Numărul antreprenorilor turci din Germania a crescut la rândul său semnificativ în ultimii ani. Pe de altă parte, turcii reprezintă comunitatea cu cel mai mare procentaj al șomerilor din Germania. Fără îndoială, comunitatea turcă din Germania întâmpină încă greutăți în ceea ce privește integrarea, problemele principale cu care se confruntă fiind adeseori rasismul și xenofobia. Există de asemenea un conflict intern în cadrul comunității, bazat pe ideea necesității păstrării unui specific național sau a renunțării la acesta. Lupta a avut drept rezultat plasarea turcilor din Germania în poziția nefavorabilă în care aceștia nu sunt nici acceptați pe deplin în societatea germană, dar sunt și îndepărtați de societatea din Turcia.
Comunitatea turcă din Germania este considerată greu de integrat datorită diferențelor culturale și religioase. Există premize ca noile generații care au o educație superioară și obțin o poziție socială mai bună să facă integrarea întregii comunități mai ușoară. Aceștia vor contribui de asemenea la ștergerea etichetei de „muncitori sezonieri” pe care o primiseră primii imigranți turci.

## Personalități

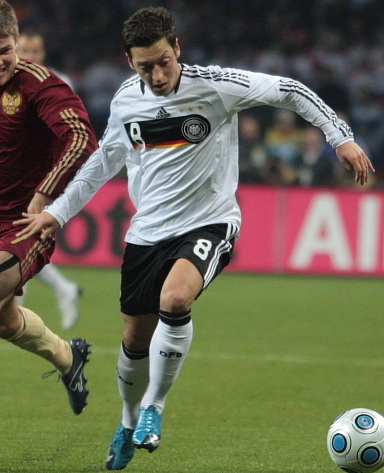
Mesut Özil

Din rândul imigranților s-au remarcat numeroase personalități din diverse domenii precum sportul, arta sau politica, acestea promovând adesea interesele comunității din care provin.  Dintre cei mai cunoscuți sportivi de etnie turcă din Germania putem enumera fotbaliștii Mehmet Scholl (născut Mehmet Yüksel), Mesut Özil, Serdar Tasci și Taner Yalçın selecționați în echipa națională a Germaniei, dar și pe Gökhan Töre, Nuri Șahin, Hamit și Halil Altıntop care reprezintă Turcia. Alți sportivi remarcabili de origine turcă din Germania sunt boxerii Oktay Urkal și Gökalp Özekler și basketbaliștii Teoman Öztürk, Mithat Demirel, Ismet Akpinar și Cem Dinç.
Din comunitatea turcă s-au remarcat oameni de știință precum medicul Yașar Bilgin, fost ministru al sănătății în Germania și fizicianul Metin Tolan.
Politica este un alt domeniu în care etnicii turci din Germania s-au implicat, cei mai activi dintre aceștia obținând posturi în parlamentul european precum Vural Öger, Ozan Ceyhun și Cem Özdemir, dar și  în cel german precum Sevim Dağdelen, Ekin Deligöz,Dr. Lale Akgün, Prof. Dr. Hakkı Keskin și Hüseyin Kenan Aydın. Dintre activiștii pentru drepturile femeii cele mai importante reprezentante sunt Seyran Ateș și Necla Kelek.
În artă s-au remarcat atât muzicieni precum Tarkan, Sultan Tunc, Aylin Aslım, Kool Savas, Güler Duman, Yüksel Özkasap și chitaristul Muhammed Suiçmez precum și actori ca Emine Sevgi Özdamar, Meryem Uzerli, Seren Șahin, Erdoğan Atalay, Birol Ünel, Kaya Yanar și Sibel Kekilli.

## Religie

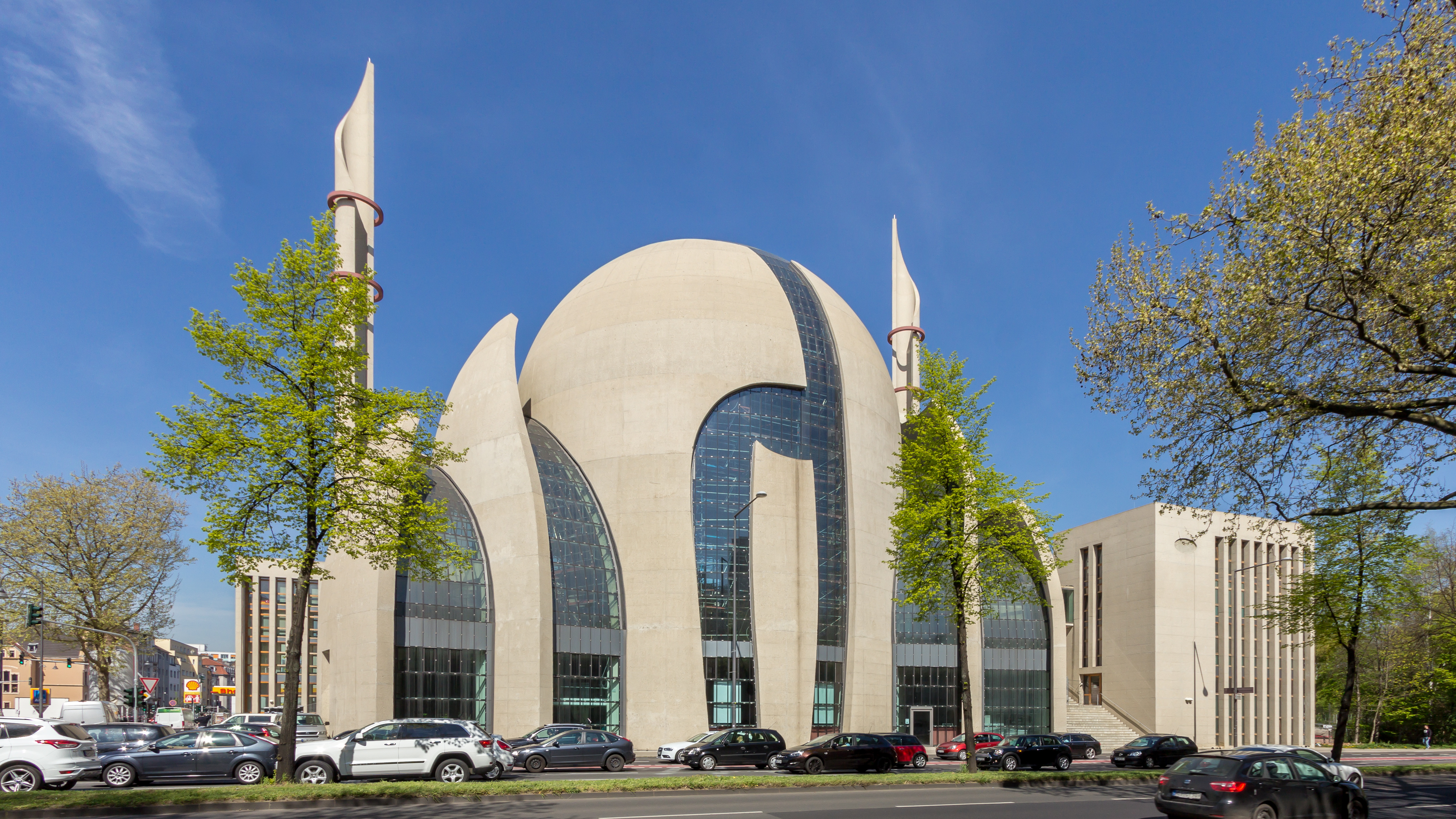
Moscheea Centrală din Köln

Turcii reprezintă cel mai mare grup etnic musulman din Germania. Există un număr mare de moschei oficiale dar și peste 2600 de moschei „în curtea din spate”. Majoritatea turcilor din Germania sunt musulmani. Cei mai mulți dintre turcii care trăiesc în Germania sunt sunniți (peste 80%), dar există și șiiți și aleviți. Există de asemenea comunități turcești non-musulmane, 6% dintre turcii din Germania se declară atei, existând și un număr redus de turci creștini sau yazidiți.

## Uniunea Turco-Islamică pentru Afaceri Religioase
Uniunea Turco-Islamică pentru Afaceri Religioase cunoscută sub numele de DİTİB (tr:Diyanet Ișleri Türk-Islam Birliği) este o asociație germană, finanțată de statul turc, cu ajutorul căreia este supravegheată posibila creștere a opoziției în rândul diasporei. Organizația încearcă să dețină monopolul absolut asupra comunității, trezind nemulțumirea grupurilor de arabi suniți sau șiiți, kurzi, islamiști etc.
Timp de câteva decenii, Uniunea Turco-Islamică pentru Afaceri Religioase s-a ocupat de aspecte practice precum acordarea vizelor imamilor, autorizații de construcție pentru moschei, autorizații pentru profesorii care intenționau să activeze în școlile publice cu educație religioasă. Structura centrală a uniunii de la Ankara controlează activitatea a aproximativ jumătate (1,100) dintre moscheile turcești din Europa. Prima ramură germană a organizației apare în 1982, la Berlin. În următorii doi ani alte cca 250 de organizații ale uniunii apar. Un acord bilateral din 1984 va acorda unui număr de 700 de imami drept de rezidență temporară (3-4 ani) în Germania. Uniunea controlează cca 300 de asociații și  circa 900 locuri de rugăciune. Imamii sunt trimiși pentru a încuraja “coexistența pașnică” și a răspândi “informație religioasă sănătoasă”. Pretinde că reprezintă toți musulmanii din Germania, dar sunt voci care afirmă că această structură are conexiuni strânse cu statul turc.  Organizația nu reușește să integreze kurzii și aleviții și nu recunoaște locurile de rugăciune ale aleviților invitându-i să frecventeze moscheile sunnite turcești.